# السلامية في ألمانيا

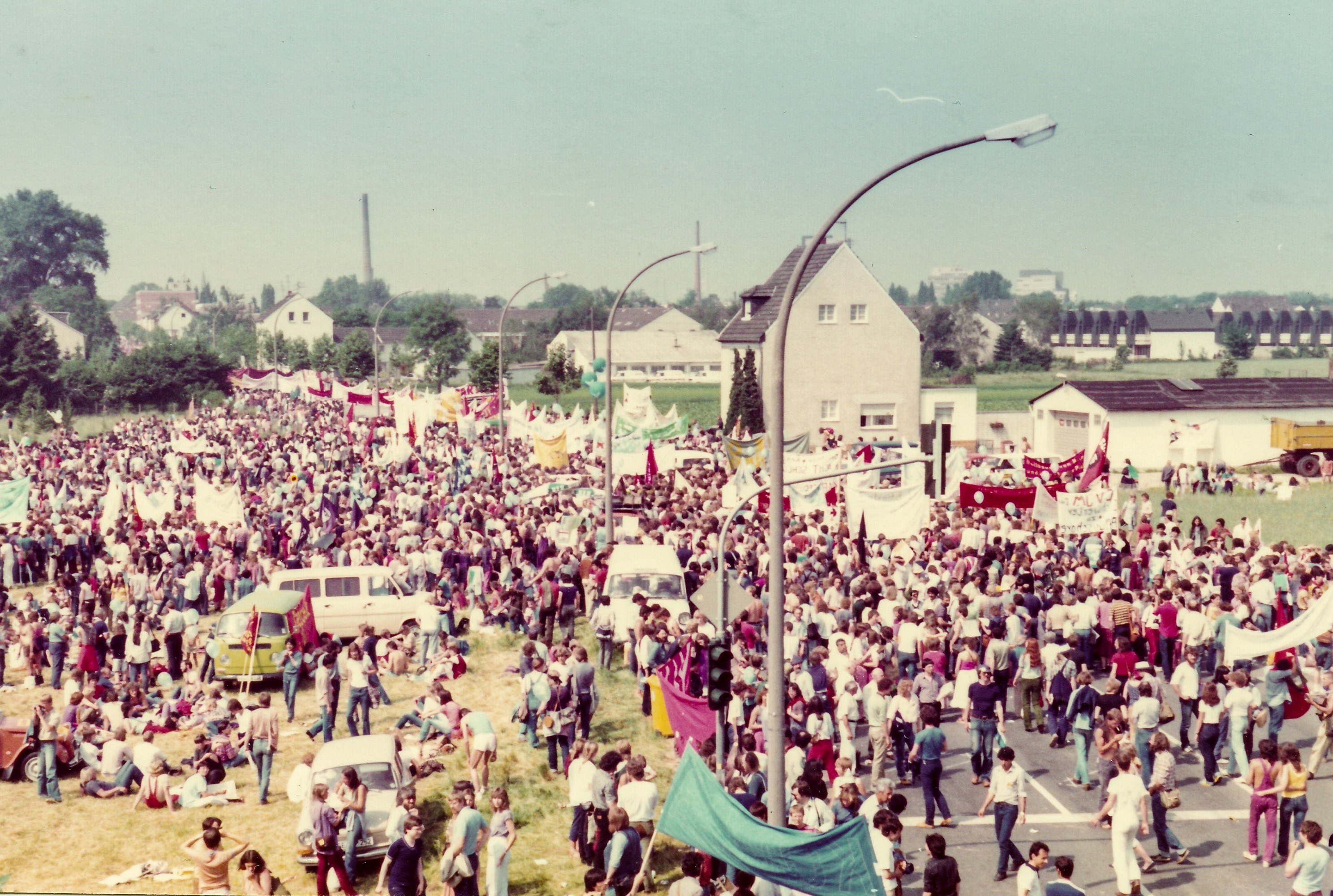
مظاهرة بون بتاريخ 10 أكتوبر عام 1981

تغير وجود الحركة السلامية في ألمانيا بمرور الوقت، مع استمرار وجود جماعات متنوعة تتشارك قناعة معارضة الانخراط في الحرب. كانت هذه الحركات على مر التاريخ، سواء على المستوى الفردي أو الجماعي، صغيرة في أعدادها ولم تكن منظمة تنظيمًا جيدًا. مع ثقافة الحرب في بدايات التاريخ الألماني، لم تكن السلامية مجموعة بارزة ثقافيًا. كانت الحكومة وراء ذلك في محاولتها توظيف وسائل الإعلام للترويج لتوسع ألمانيا بوصفها إمبراطورية نامية. كان الاستثناء من ذلك فترة أثناء الحرب الباردة أثناء مظاهرة بون التي شارك فيها نحو 300 ألف شخص. كانت جماعات السلام المسيحية أكثر الجماعات اتساقًا في تصنيف دعاة السلام بوصف معارضة العنف جزءًا أساسيًا من معتقداتهم. يختلف بقاء حجم الجماعات صغيرًا على مدى تاريخ جمهورية ألمانيا الاتحادية. يتغير تقبل الشعب فيما يتعلق بالسلميين أيضًا اعتمادًا على الفترة التاريخية.

## الفترات التاريخية
القيصرية الألمانية (1871- 1914)
مع توحيد ألمانيا كدولة واحدة، شرعت البلاد في التوسع عسكريًا كقوة دولية، أنشأت بدورها حركة سلامية في ألمانيا. أُطلق على هذه الحركة الأولى اسم جمعية السلام الألمانية، وتأسست في عام 1892. مع ذلك، كانت الحركة صغيرة إذ بلغ عدد أعضائها النشطين في أثناء ذروتها نحو 10 آلاف فحسب، إذ لم يتردد صداها لدى عامة السكان المؤديين للتوسع الألماني. مع انخفاض الدعم نسبيًا، كانت قدرة الحركة على النمو محدودة بإمكانية التحدث بحرية وهو ما قُيّد في وقت لاحق بسبب إعلان الحكومة حالة حرب. حظي التوسع العسكري السريع في ألمانيا بشعبية كبيرة بين السكان. قبل اندلاع الحرب، بدأ دعم الحركة بالتراجع مع تزايد التأييد الشعبي للحرب وتجنب رد الحكومة. خلال هذه الفترة، عُقِد مؤتمرا سلام في لاهاي، وأسفر المؤتمرين عن معاهدات متعددة الأطراف تتعلق بتوسيع نطاق القوات العسكرية والسياسة الخارجية. كان المؤتمر معنيًا أيضًا بترسيخ القيم العالمية وبالتالي تحديد التزامات الدول. في عام 1899، عُقِد مؤتمر لاهاي للسلام، ولم تحضره ألمانيا، ولم تشارك في أي مؤتمر سلام حتى مؤتمر عام 1907. في مؤتمر عام 1907، اعتُبرت ألمانيا غير متعاونة، وكان ذلك بسبب فرض القيود على إمكانيتها بتوسيع قوتها العسكرية. بالإضافة إلى ذلك، بينما كانت ألمانيا قوة صاعدة كان هناك تردد في الحد من توسعها لأن ذلك من شأنه الحد من قدراتها على الدفاع عن النفس.

### ألمانيا في الحرب العالمية الثانية (1939- 1945)
كان وجود السلاميين في ألمانيا خلال هذه الفترة في أدنى مستوياته وأقل تنظيمًا، نتيجة لسياسات النظام النازي فيما يتعلق بالحركات المعارضة لنظامها. كان السلاميون في هذه الفترة في الأغلب أفرادًا، ليس بالضرورة أن يكونوا جزءًا من جماعة رسمية، بل يعملون وفقًا لأيديولوجية السلامية. كان السبب الرئيسي وراء ذلك هو استمرار دعم الجهود الحربية والدعم الشعبي المتزايد للزعيم الألماني أدولف هتلر طيلة فترة الحرب. كانت هذه الفترة مهمة أيضًا عندما كان التأييد الشعبي للسلامية عند أدنى مستوياته إذ حظيت الجهود الحربية بدعم كبير. مع تأسيس النازية في أعقاب الحرب العالمية الأولى، كان هناك شعور سائد مؤيد للحرب في الأيديولوجية كوسيلة لحل القضايا التي حدثت بعد الحرب. كان ذلك معارضًا للأيدولوجية السلامية التي كانت أحد أسباب رد النازيين على الجماعات السلامية وأفرادها خلال الحرب العالمية الثانية. كانت فظائع الحرب العالمية الثانية مصدر إلهام للحركة السلامية بعد انتهاء الحرب.